# William Ball
William Ball, também escrito Balle (c. 1627 – 1690), foi um astrônomo inglês. Seu pai, Sir Peter Ball (1598–1680) natural de Mamhead, Devon, foi a partir de 1672 1st Baronet Ball, of Mamhead.
Foi um astrônomo obstinado, tendo comprado um telescópio de 12 pés.
Foi um membro fundador da Royal Society em 1660, servindo como tesoureiro de 28 de novembro de 1660 a 1663.
A cratera lunar Ball é denominada em sua memória.